# Sindrome di Holt-Oram
La  sindrome di Holt-Oram  è una patologia autosomica dominante che comporta vari difetti strutturali del cuore (cardiopatia congenita) e degli arti superiori. La gravità dei difetti di sviluppo varia di molto in ogni persona coinvolta, senza che esista quindi uno schema preciso.

## Sintomatologia
Per quanto riguarda gli arti superiori, la sindrome di Holt-Oram si manifesta con ipoplasia, aplasia, alterato sviluppo delle ossa radiali, ipotrofia delle eminenze tenar e focomelia; possono essere interessate una o entrambe le braccia, coinvolgendo anche le creste embrionali radiali.
In merito al cuore appare in modo del tutto variabile, a volte senza neanche manifestarsi; non è dunque possibile stilare una lista esatta delle problematiche cardiache dovute a questa sindrome, ma fra esse si ricorda comunemente la bradicardia.

## Eziologia
Si è scoperto che la causa di tale sindrome è da imputare ad un gene denominato TBX5 situato al livello 12q24.1.